# Ряд Діріхле
Рядом Діріхле називається ряд виду
{\displaystyle \sum _{n=1}^{\infty }{\frac {a_{n}}{n^{s}}},}
де s і an — комплексні числа, n = 1, 2, 3, … .
Абсцисою збіжності ряду Діріхле називається таке число {\displaystyle \sigma _{c}}, що при {\displaystyle \operatorname {Re} s>\sigma _{c}} цей ряд збігається; абсцисою абсолютної збіжності називається таке число {\displaystyle \sigma _{a}}, що при {\displaystyle \operatorname {Re} s>\sigma _{a}} ряд абсолютно збіжним. Для будь-якого ряду Діріхле справедливе співвідношення {\displaystyle 0\leqslant \sigma _{a}-\sigma _{c}\leqslant 1} (якщо {\displaystyle \sigma _{c}} і {\displaystyle \sigma _{a}} скінченні).
Цей ряд відіграє значну роль в теорії чисел. Найпоширенішим прикладом ряду Діріхле є дзета-функція Рімана, а також L-функція Діріхле.
Ряд названий на честь Густава Діріхле.

## Приклади
{\displaystyle \zeta (s)=\sum _{n=1}^{\infty }{\frac {1}{n^{s}}},}
Де ζ(s) — дзета-функція Рімана.
{\displaystyle {\frac {1}{\zeta (s)}}=\sum _{n=1}^{\infty }{\frac {\mu (n)}{n^{s}}}}
де μ(n) — функція Мебіуса.
{\displaystyle {\frac {1}{L(\chi ,s)}}=\sum _{n=1}^{\infty }{\frac {\mu (n)\chi (n)}{n^{s}}}}
де L(χ,s) — L-функція Діріхле.

## Похідні
Нехай
{\displaystyle F(s)=\sum _{n=1}^{\infty }{\frac {f(n)}{n^{s}}}}
Тоді можна довести
{\displaystyle F'(s)=-\sum _{n=1}^{\infty }{\frac {f(n)\log(n)}{n^{s}}}}
у випадку збіжності правої сторони. Для цілком мультиплікативної функції ƒ(n), у випадку збіжності для Re s > σ0, тоді
{\displaystyle {\frac {F^{\prime }(s)}{F(s)}}=-\sum _{n=1}^{\infty }{\frac {f(n)\Lambda (n)}{n^{s}}}}
збігається для Re s > σ0. В даній формулі {\displaystyle \scriptstyle \Lambda (n)} позначає функцію фон Мангольдта.

## Добуток рядів
Нехай маємо ряди
{\displaystyle F(s)=\sum _{n=1}^{\infty }f(n)n^{-s}}
і
{\displaystyle G(s)=\sum _{n=1}^{\infty }g(n)n^{-s}.}
Якщо F(s) і G(s) є абсолютно збіжними для s > a і s > b відповідно, тоді:
{\displaystyle {\frac {1}{2T}}\int _{-T}^{T}\,F(a+it)G(b-it)\,dt=\sum _{n=1}^{\infty }f(n)g(n)n^{-a-b}{\text{ as }}T\sim \infty .}
Якщо a = b і ƒ(n) = g(n) то
{\displaystyle {\frac {1}{2T}}\int _{-T}^{T}|F(a+it)|^{2}dt=\sum _{n=1}^{\infty }[f(n)]^{2}n^{-2a}{\text{ as }}T\sim \infty .}